# Erwina Ryś-Ferens
Erwina Lilia Ryś (Elbląg, 19 januari 1955 – 20 april 2022) was een Pools langebaanschaatsster. Zij is nog altijd de succesvolste Poolse langebaanschaatser aller tijden. Na haar huwelijk, in 1977 met collega hardrijder Krzysztof Ferens kwam ze uit onder de naam Erwina Ryś-Ferens.

## Historie
Al op 17-jarige leeftijd nam Erwina, toen nog als Erwina Ryś, deel aan internationale kampioenschappen. Bij de WK Junioren van 1974 werd ze de tweede wereldkampioen junioren en volgde zij de Canadese Sylvia Burka op. Een jaar later werd ze bij de WK Junioren tweede op 0.353 punt achter de Oost-Duitse Heike Lange.
De veertien schaatsseizoenen daarna bleef Ryś (later als Ryś-Ferens) meedoen in de wereldtop van het schaatsen. Waar ze in haar begin jaren moest afrekenen met de Sovjet dames, kwamen in de jaren 80 de Oost-Duitse dames die alle prijzen kwamen opeisen. Ondanks deze dominantie behaalde de Poolse driemaal het eindpodium bij een kampioenschap, alle drie keer op de bronzen positie. Bij het WK Sprint van 1978 in Lake Placid eindigde Ryś-Ferens als derde achter de Sovjetse Ljoebov Sadtsikova en de Amerikaanse Beth Heiden.
Zeven jaar later bij het WK Sprint van 1985 in Heerenveen werd Ryś-Ferens derde achter de Oost-Duitse dames Christa Rothenburger en Angela Stahnke. Christa Rothenburger werd, ondanks een val op de derde afstand, kampioen door drie afstanden te winnen. Tot 1987 was deze regel bij vierkampen van kracht, daarna werd pas het huidige systeem gehanteerd van het laagste puntentotaal na vier afstanden. Als deze regel in 1985 al geldig was, dan had de Poolse een zilveren medaille omgehangen gekregen.
Ook op een allroundkampioenschap was Ryś-Ferens succesvol. Op het eindpodium van het WK Allround van 1988 stond zij ook hier weer op de derde plaats, nu moest ze de Oost-Duitse Karin Kania-Enke en de Nederlandse Yvonne van Gennip voor zich dulden. Op de elf WK Allroundtoernooien waaraan ze deelnam behaalde ze vier afstandmedailles, zilver op de 1000m ('74), 1500m ('75) en brons op de 500m en 1500m in 1988.
Ze nam vier keer deel aan de Olympische Spelen, ze was deelneemster op de edities van 1976, 1980, 1984 en 1988, waar ze drie keer een vijfde plaats bereikte.
Na eerder borstkanker gehad te hebben kampte Ryś-Ferens de laatste jaren van haar leven met botkanker, waardoor ze in een rolstoel terecht kwam. Ze overleed aan de ziekte op 67-jarige leeftijd.

## Persoonlijke records
| Afstand    | Tijd    | Datum            | Baan    |
| ---------- | ------- | ---------------- | ------- |
| 500 meter  | 40,86   | 20 maart 1985    | Medeo   |
| 1000 meter | 1.21,44 | 26 februari 1988 | Calgary |
| 1500 meter | 2.04,68 | 27 februari 1988 | Calgary |
| 3000 meter | 4.22,59 | 23 februari 1988 | Calgary |
| 5000 meter | 7.46,60 | 6 december 1987  | Calgary |

## Resultaten
| Jaar | EK Allround | Olympische Spelen                     | Wereld- beker                          | WK Allround | WK Sprint | WK Junioren |
| ---- | ----------- | ------------------------------------- | -------------------------------------- | ----------- | --------- | ----------- |
| 1972 |             |                                       |                                        | NC26        | 22e       |             |
| 1973 | 15e         |                                       |                                        | NC20        | 18e       | 8e          |
| 1974 | 15e         |                                       |                                        | 5e          | 7e        | Goud        |
| 1975 |             |                                       |                                        | 4e          | 26e       | Zilver      |
| 1976 |             | 18e 500m 10e 1000m 8e 1500m 10e 3000m |                                        | 12e         |           |             |
| 1977 |             |                                       |                                        |             | 15e       |             |
| 1978 |             |                                       |                                        | NC17        | Brons     |             |
| 1979 |             |                                       |                                        | 13e         | 7e        |             |
| 1980 |             | 11e 500m 16e 1000m 17e 1500m 5e 3000m |                                        | 9e          |           |             |
| 1981 | 8e          |                                       |                                        | 7e          | 12e       |             |
| 1982 |             |                                       |                                        |             |           |             |
| 1983 | 10e         |                                       |                                        |             |           |             |
| 1984 | 6e          | 9e 500m 7e 1000m 5e 1500m 14e 3000m   |                                        |             | 6e        |             |
| 1985 | 8e          |                                       |                                        |             | Brons     |             |
| 1986 | 6e          |                                       | 6e 500m · 1000m · 6e 3k/5k             |             | 10e       |             |
| 1987 |             |                                       | 11e 500m 7e 1000m                      |             | 12e       |             |
| 1988 | 5e          | 19e 500m 10e 1000m 7e 1500m 5e 3000m  | 12e 500m · 6e 1000m · 1500m · 6e 3k/5k | Brons       | 9e        |             |
| 1989 | NC17        |                                       | 36e 500m 12e 1000m 9e 1500m 9e 3k/5k   | 12e         |           |             |

### Medaillespiegel
| Kampioenschap | Goud · | Zilver · | Brons · |
| ------------- | ------ | -------- | ------- |
| Wereldbeker   | 0      | 0        | 2       |
| WK Allround   | 0      | 0        | 1       |
| WK Sprint     | 0      | 0        | 2       |
| WK Junioren   | 1      | 1        | 0       |